# Parastacidae
Parastacidae Huxley, 1879 è una famiglia di crostacei decapodi che ha il suo areale nel solo emisfero meridionale.
Si tratta di una famiglia dalla tipica unità tassonomica relativa ai continenti derivati dalla rottura del Gondwana mesozoico i cui membri viventi sono sparsi tra America del Sud, Africa, nel Madagascar, e Oceania, in Australia, Nuova Guinea e Nuova Zelanda, mentre quelle estinte sono state rinvenute in Antartide.

## Tassonomia
La famiglia della Parastacoidea è composta da sedici generi, dei quali due considerati estinti:
- Aenigmastacus †
- Astacoides
- Astacopsis
- Cherax
- Engaeus
- Engaewa
- Euastacus
- Geocherax
- Gramastacus
- Palaeoechinastacus †
- Paranephrops
- Parastacoides
- Parastacus
- Samastacus
- Tenuibranchiurus
- Virilastacus